# UnitedHealthcare Professional Cycling Team
Il UnitedHealthcare Professional Cycling Team, già Health Net e OUCH, era una squadra statunitense di ciclismo su strada maschile attiva nel professionismo dal 2003 al 2018.
Fondata nel 2002 a Oakland da Gregory Raifman e Thierry Attias, la squadra ebbe licenza Professional Continental dal 2006 al 2007 e dal 2011 al 2018, partecipando a gare ProTour/World Tour in Europa e Nord America e vincendo per tre volte la classifica a squadre dell'UCI America Tour. Negli anni fu sponsorizzata prima da Health Net, poi da OUCH e infine da UnitedHealth Group, azienda attiva nel settore sanitario.
Dal 2015 al 2018 il team maschile è stato affiancato da un'omonima formazione femminile UCI.

## Cronistoria

### Annuario
| Anno | Codice | Nome                                       | Cat.  | Biciclette       | Dirigenza                                                                                               |
| ---- | ------ | ------------------------------------------ | ----- | ---------------- | --- |
| 2003 | HNC    | Health Net Cycling Team                    | GSIII | LOOK             | Manager: Gregory Raifman Dir. sportivi: Thierry Attias, Kevin Klein, Robert Hooks                       |
| 2004 | HNC    | Health Net presented by Maxxis             | GSIII | Giant            | Manager: Gregory Raifman Dir. sportivi: Scott MacAfee, Jeff John Corbett, Thierry Attias                |
| 2005 | HNC    | Health Net presented by Maxxis             | CT    | Giant            | Manager: Gregory Raifman Dir. sportivi: Jeff John Corbett, Thierry Attias                               |
| 2006 | HNM    | Health Net presented by Maxxis             | PCT   | Cannondale       | Manager: Thierry Attias Dir. sportivi: Gustavo Carillo, Jeff John Corbett                               |
| 2007 | HNM    | Health Net presented by Maxxis             | PCT   | Cannondale       | Manager: Thierry Attias Dir. sportivi: Jeff John Corbett, Michael Tamayo                                |
| 2008 | HNM    | Health Net presented by Maxxis             | CT    | Cannondale       | Manager: Thierry Attias Dir. sportivi: Jeff John Corbett, Michael Tamayo                                |
| 2009 | UHC    | OUCH presented by Maxxis                   | CT    | Kuota            | Manager: Thierry Attias Dir. sportivi: Michael Tamayo                                                   |
| 2010 | UHC    | UnitedHealthcare presented by Maxxis       | CT    | Kuota            | Manager: Thierry Attias Dir. sportivi: Gordon Fraser, Michael Tamayo                                    |
| 2011 | UHC    | UnitedHealthcare Pro Cycling               | PCT   | Boardman         | Manager: Thierry Attias Dir. sportivi: Vittorio Algeri, Michael Tamayo, Eric Greene                     |
| 2012 | UHC    | UnitedHealthcare Pro Cycling Team          | PCT   | Boardman         | Manager: Thierry Attias Dir. sportivi: Eric Greene, Michael Tamayo, Hendrik Redant                      |
| 2013 | UHC    | UnitedHealthcare Pro Cycling Team          | PCT   | NeilPryde        | Manager: Thierry Attias Dir. sportivi: Michael Tamayo, Wilfried Cretskens, Hendrik Redant               |
| 2014 | UHC    | UnitedHealthcare Professional Cycling Team | PCT   | Wilier Triestina | Manager: Thierry Attias Dir. sportivi: Michael Tamayo, Roberto Damiani, Rachel Heal, Hendrik Redant     |
| 2015 | UHC    | UnitedHealthcare Professional Cycling Team | PCT   | Wilier Triestina | Manager: Thierry Attias Dir. sportivi: Rachel Heal, Roberto Damiani, Hendrik Redant, Michael Tamayo     |
| 2016 | UHC    | UnitedHealthcare Professional Cycling Team | PCT   | Wilier Triestina | Manager: Thierry Attias Dir. sportivi: Michael Tamayo, Rachel Heal, Hendrik Redant                      |
| 2017 | UHC    | UnitedHealthcare Professional Cycling Team | PCT   | Orbea            | Manager: Michael Tamayo Dir. sportivi: Michael Tamayo, Sebastián Alexandre, Rachel Heal, Hendrik Redant |
| 2018 | UHC    | UnitedHealthcare Professional Cycling Team | PCT   | Orbea            | Manager: Thierry Attias Dir. sportivi: Sebastián Alexandre, Rachel Heal, Hendrik Redant                 |

### Classifiche UCI
Aggiornato al 31 dicembre 2018.
| Anno | Classifica | Pos. | Migliore cl. individuale  |
| ---- | ---------- | ---- | ------------------------- |
| 2008 | America T. | 11º  | Kirk O'Bee (38º)          |
| 2008 | Asia T.    | 24º  | John Murphy (29º)         |
| 2008 | Oceania T. | 6º   | Rory Sutherland (8º)      |
| 2009 | America T. | 15º  | Andrew Pinfold (57º)      |
| 2009 | Oceania T. | 19º  | Karl Menzies (37º)        |
| 2010 | America T. | 10º  | Marc de Maar (45º)        |
| 2010 | Oceania T. | 27º  | Jonathan Clarke (82º)     |
| 2011 | America T. | 7º   | Robert Förster (27º)      |
| 2011 | Asia T.    | 20º  | Robert Förster (23º)      |
| 2011 | Europe T.  | 66º  | Rory Sutherland (370º)    |
| 2012 | Africa T.  | 21º  | Jay Robert Thomson (127º) |
| 2012 | America T. | 3º   | Rory Sutherland (1º)      |
| 2012 | Asia T.    | 24º  | Jacobe Keough (18º)       |
| 2012 | Europe T.  | 40º  | Boy van Poppel (72º)      |
| 2012 | Oceania T. | 15º  | Jacobe Keough (44º)       |
| 2013 | America T. | 1º   | Kiel Reijnen (4º)         |
| 2013 | Asia T.    | 27º  | Jacobe Keough (38º)       |
| 2013 | Europe T.  | 89º  | Jacobe Keough (510º)      |
| 2014 | America T. | 6º   | Kiel Reijnen (3º)         |
| 2014 | Asia T.    | 17º  | Robert Förster (47º)      |
| 2014 | Europe T.  | 48º  | Marc de Maar (77º)        |
| 2014 | Oceania T. | 10º  | Karl Menzies (43º)        |
| 2015 | America T. | 4º   | Kiel Reijnen (9º)         |
| 2015 | Asia T.    | 27º  | Marco Canola (91º)        |
| 2015 | Europe T.  | 69º  | Daniele Ratto (203º)      |
| 2015 | Oceania T. | 9º   | John Murphy (33º)         |
| 2016 | America T. | 8º   | Marco Canola (30º)        |
| 2016 | Asia T.    | 13º  | Daniel Jaramillo (33º)    |
| 2016 | Europe T.  | 123º | Janez Brajkovič (1018º)   |
| 2016 | Oceania T. | 7º   | Jonathan Clarke (27º)     |
| 2017 | Africa T.  | 16º  | Chris Jones (74º)         |
| 2017 | America T. | 3º   | Gavin Mannion (6º)        |
| 2017 | Asia T.    | 13º  | Daniel Jaramillo (69º)    |
| 2017 | Europe T.  | 84º  | Jonathan Clarke (596º)    |
| 2017 | Oceania T. | 13º  | Travis McCabe (50º)       |
| 2018 | America T. | 1º   | Gavin Mannion (1º)        |
| 2018 | Asia T.    | 14º  | Serghei Țvetcov (16º)     |
| 2018 | Europe T.  | 109º | Serghei Țvetcov (757º)    |

## Palmarès
Aggiornato al 31 dicembre 2018.

### Grandi Giri
- Giro d'Italia

Partecipazioni: 0
- Tour de France

Partecipazioni: 0
- Vuelta a España

Partecipazioni: 0

### Campionati nazionali
- Campionati delle Antille Olandesi: 2

Corsa in linea: 2010 (Marc de Maar)
Cronometro: 2008 (Marc de Maar)
- Campionati australiani: 2

Cronometro: 2006, 2007 (Nathan O'Neill)
- Campionati canadesi: 2

In linea: 2004 (Gordon Fraser)
Cronometro: 2007 (Ryder Hesjedal)
- Campionati di Curaçao: 2

In linea: 2012 (Marc de Maar)
Cronometro: 2012 (Marc de Maar)
- Campionati neozelandesi: 1

In linea: 2006 (Hayden Roulston)

## Organico 2018
Aggiornato al 1 febbraio 2019.

### Staff tecnico
|  | Naz.                   | Ruolo | Sportivo            |  |  |  |
|  | ---------------------- | ----- | ------------------- |  |  |  |
|  | Stati Uniti (bandiera) | GM    | Thierry Attias      |  |  |  |
|  | Argentina (bandiera)   | DS    | Sebastián Alexandre |  |  |  |
|  | Regno Unito (bandiera) | DS    | Rachel Heal         |  |  |  |
|  | Belgio (bandiera)      | DS    | Hendrik Redant      |  |  |  |

### Rosa
|  | Naz.                   |  | Sportivo              | Anno |  |  |
|  | ---------------------- |  | --------------------- | ---- |  |  |
|  | Colombia (bandiera)    |  | Janier Acevedo        | 1985 |  |  |
|  | Colombia (bandiera)    |  | Carlos Alzate         | 1983 |  |  |
|  | Canada (bandiera)      |  | Alexander Cataford    | 1993 |  |  |
|  | Australia (bandiera)   |  | Jonathan Clarke       | 1984 |  |  |
|  | Argentina (bandiera)   |  | Lucas Sebastián Haedo | 1983 |  |  |
|  | Stati Uniti (bandiera) |  | Adrian Hegyvary       | 1984 |  |  |
|  | Colombia (bandiera)    |  | Daniel Jaramillo      | 1991 |  |  |
|  | Stati Uniti (bandiera) |  | Luke Keough           | 1991 |  |  |
|  | Stati Uniti (bandiera) |  | Gavin Mannion         | 1991 |  |  |
|  | Stati Uniti (bandiera) |  | Eric Marcotte         | 1980 |  |  |
|  | Stati Uniti (bandiera) |  | Travis McCabe         | 1989 |  |  |
|  | Stati Uniti (bandiera) |  | Tanner Putt           | 1992 |  |  |
|  | Romania (bandiera)     |  | Serghei Țvetcov       | 1992 |  |  |
|  | Argentina (bandiera)   |  | Hugo Ángel Velázquez  | 1992 |  |  |